# Yoko Tawada
Yōko Tawada (japánul: 多和田葉子) (Tokió vagy Tokió, 1960. március 23. –) japán író, aki jelenleg Berlinben él. Japánul és németül is ír. Korábban az MIT és a Stanford Egyetem írórezidense volt.
Számos irodalmi díjat kapott, köztük az Akutagava-díjat, a Tanizaki-díjat, a Noma irodalmi díjat, az Izumi Kjóka irodalmi díjat, a Gunzo-díjat új íróknak, a Goethe-érmet, a Kleist-díjat és a Nemzeti Könyvdíjat.

## Fiatalkora és iskolái
A tokiói Nakanóban született. Apja fordító és könyvkereskedő volt. A tokiói Tachikawa Metropolitan középiskolába járt. 1979-ben, 19 éves korában a Transzszibériai Vasúttal Németországba utazott. Az egyetemi tanulmányait a Vaszeda Tudományegyetemen végezte 1982-ben orosz irodalom szakon, majd a diploma megszerzése után a németországi Hamburgba költözött, ahol apja egyik üzlettársával egy könyvterjesztő vállalkozásban kezdett dolgozni. Az üzletet otthagyva a Hamburgi Egyetemen tanult, és 1990-ben kortárs német irodalomból szerzett mesterdiplomát. 2000-ben német irodalomból doktorált a Zürichi Egyetemen, ahol Sigrid Weigel, a tanszékvezetője volt a disszertációjának konzulense. 2006-ban Tawada Berlinbe költözött, ahol jelenleg is él.

## Karrier
Írói karrierje 1987-ben kezdődött a Nur da wo du bist da ist nichts—Anata no iru tokoro dake nani mo nai (Csak ahol te vagy, ott nincs semmi) című versgyűjteményével, amely német és japán kétnyelvű kiadásban jelent meg. Első novellája Kakato o nakushite (Hiányzó sarok) címmel 1991-ben elnyerte az új íróknak járó Gunzo-díjat.
1993-ban elnyerte az Akutagava-díjat Inu muko iri című novellájáért, amely még abban az évben megjelent a Kakato o nakushite című novellával és egy másik történettel együtt az Inu muko iri című kötetben. Az Arufabetto no kizuguchi 1993-ban könyv formájában is megjelent, és Tawada első jelentős elismerését Japánon kívül a Lessing-ösztöndíj elnyerésével kapta. Az Inu muko iri című három novelláskötetének angol nyelvű kiadása 1998-ban jelent meg Margaret Mitsutani fordításában, de kereskedelmi szempontból nem volt sikeres. A New Directions Kiadó 2012-ben újra kiadta az egyetlen Akutagawa-díjjal kitüntetett novella Mitsutani-fordítását The Bridegroom Was a Dog címmel.
Számos további könyv követte, köztük a Seijo densetsu (A szent legendája) 1996-ban és a Futakucsi otoko (A két szájú ember) 1998-ban. E könyvek egy részét Margaret Mitsutani fordította le angolra, és 2009-ben összegyűjtötte a Facing the Bridge (A híddal szemben) című könyvben. Tawada 1996-ban elnyerte az Adelbert von Chamisso-díjat, a német nyelvet nem anyanyelvi szinten beszélők számára odaítélt német irodalmi díjat. 1997-ben a Villa Aurora rezidens írója volt, 1999-ben pedig négy hónapot töltött a Max Kade alapítvány Distinguished Writer-in-Residence címmel a Massachusetts Institute of Technology-ban. 2000-ben Hinagiku no ocha no baai című könyvéért elnyerte az Izumi Kjóka irodalmi díjat, 2003-ban pedig a Sei Ito irodalmi díjat és a Tanizaki-díjat is a Yogisha no yako ressha (Gyanúsítottak az éjszakai vonaton) című könyvéért.
Tawada 2004-es Das nackte Auge című regényét kétnyelvűen írta meg, először németül, majd japánul, végül pedig külön német és japán kéziratot készített. A regény egy vietnámi lányról szól, akit fiatalon elraboltak, amikor Németországban tartózkodott egy ifjúsági konferencián. A német kéziratból Susan Bernofsky által lefordított angol nyelvű változat 2009-ben jelent meg a New Directions Publishing gondozásában The Naked Eye címmel. 2005-ben Tawada elnyerte a Goethe Intézet rangos Goethe-érmét, amelyet nem német személynek a német kultúrához való érdemi hozzájárulásáért ítéltek oda. 2009 januárjától februárjáig a Stanford Egyetem Irodalmak, Kultúrák és Nyelvek Tanszék vendégszerzője volt.
2011-ben az elárvult jegesmedve, Knut története ihlette három, egymásra épülő novellát írt, amelyek az emberek és állatok kapcsolatát vizsgálják a fogságban élő jegesmedvék három generációjának szemszögéből. Korábbi munkáihoz hasonlóan külön kéziratokat írt japán és német nyelven. 2011-ben Japánban megjelent a japán változat Yuki no renshūsei címmel. Elnyerte a 2011-es Noma irodalmi díjat és a 2012-es Yomiuri-díjat. 2014-ben jelent meg a német változat Etüden im Schnee címmel Németországban. 2016-ban jelent meg az Etüden im Schnee angol nyelvű kiadása Susan Bernofsky fordításában a New Directions Kiadó gondozásában Memoirs of a Polar Bear címmel, amely elnyerte az első Warwick-díjat a női fordítóknak.
Tawada 2013-ban Erlanger-díjat kapott japán és német nyelvű versek fordításáért.
2014-ben jelent meg Japánban Kentoshi című regénye, egy közel jövőbeni disztópikus történet egy dédnagyapáról, aki egyre erősebb lesz, míg dédunokája egyre gyengébb. Az angol változat Margaret Mitsutani fordításában 2018-ban jelent meg az Egyesült Államokban a New Directions Kiadó gondozásában The Emissary címmel és The Last Children of Tokyo címmel a Portobello Books/Granta Books kiadásában az Egyesült Királyságban.
2016-ban megkapta a Kleist-díjat, 2018-ban pedig a Carl Zuckmayer-érmet a német nyelvért tett szolgálataiért. Szintén 2018-ban kapta meg a National Book Award for Translated Literature díjat (a díj első évében) a The Emissary című regényéért, amelyet Margaret Mitsutani fordított. 2022-ben a Scattered All Over the Earth című regénye, amelyet szintén Mitsutani fordított, a National Book Award for Translated Literature döntőjébe került.

## Írásmódja
Japánul és németül ír. Munkásságának kutatói átvették az általa használt exofónia kifejezést a nem anyanyelven való írás állapotának leírására. Pályája elején Tawada fordító segítségét vette igénybe, hogy japán kéziratainak német nyelvű kiadásait elkészítse, később azonban „folyamatos fordításnak” nevezett eljárásával mindkét nyelven egyidejűleg különálló kéziratokat készített. Idővel művei műfajilag és nyelvileg is eltértek egymástól, Tawada hajlamos hosszabb műveket, például színdarabokat és regényeket japánul, és rövidebb műveket, például novellákat és esszéket németül írni. Emellett hajlamos több neologizmust alkotni, amikor németül ír, mint amikor japánul.
Tawada írása rávilágít egy nyelv, vagy egy nyelv bizonyos szavainak idegenségére egy másik nyelvet beszélő szemszögéből nézve. Írásaiban váratlan szavakat, ábécéket és ideogramokat használ, hogy felhívja a figyelmet a fordítás szükségességére a mindennapi életben. Azt mondta, hogy a nyelv nem természetes, hanem „mesterséges és mágikus”, és arra ösztönözte műveinek fordítóit, hogy a kézirataiban szereplő szójátékokat saját nyelvükön új szójátékokkal helyettesítsék.
Munkáinak közös témája a szavak és a valóság közötti kapcsolat, és különösen az a lehetőség, hogy a nyelvi különbségek lehetetlenné teszik az asszimilációt egy másik kultúrába. Például felvetette, hogy egy japán anyanyelvű beszélő a „ceruza” különböző szavait németül és japánul úgy értelmezi, mint amelyek két különböző tárgyra utalnak: a japán szó egy ismerős ceruzára, a német szó pedig egy idegen, „más” ceruzára utal. Munkája azonban a nemzeti nyelv és a nacionalizmus közötti kapcsolatot is megkérdőjelezi, különösen a kokugo/kokutai viszonyát a japán kultúrában.
Történeteiben gyakran utazik a határokat átlépve. Írásai az országok és kultúrák közötti utazások során szerzett saját tapasztalataiból táplálkoznak, de absztraktabb határokat is vizsgálnak, például az ébrenlét és az álmok, a gondolatok és az érzelmek, vagy a katasztrófa előtti és utáni idők közötti határokat. „Bioskoop der Nacht” című novellájának főszereplője például olyan nyelven álmodik, amelyet nem beszél, és egy másik országba kell utaznia, hogy megtanulja a nyelvet és megértse saját álmait. Tawada munkáiban a mágikus realizmus elemeit is alkalmazza, mint például a Memoirs of a Polar Bear-ban az állat- és növényantropomorfizmus, hogy megkérdőjelezze az egyébként megszokott határokat, például az ember és az állat közötti különbséget. A határok megkérdőjelezését tovább vizsgálja The Last Children of Tokyo című regény, amelyben a katasztrófa, amely előtt a regény játszódik, „újra összekapcsolja az embereket a nem emberi szereplőkkel, megkérdőjelezve az »ember« kizárólagos fogalmának jelentését. Azzal, hogy a gyerekeket úgy képzeli el, mint akik inkább visszamennek egy korábbi szakaszba, mintsem hogy folyamatosan fejlődnének - ez a kanyargás tükröződik a regény nem lineáris, asszociatív elbeszélésében -, Tawada megszünteti a jövőhöz való kötődésüket, és ezzel együtt a folyamatos fejlődés kapitalista mítoszát.”
Fontos irodalmi hatásként említette Paul Celant és Franz Kafkát.

## Bibliográfia

### Eredetileg japánul
- Nur da wo du bist da ist nichts / Anata no iru tokoro dake nanimo nai, 1987, Konkursbuch Verlag Claudia Gehrke, OCLC:55107823 (bilingual edition)
- Inu muko iri, Kodansha, 1993, ISBN 978-4-06-206307-4
- Arufabetto no kizuguchi, Kawade Shobō Shinsha, 1993, ISBN 978-4-309-00860-8
- Seijo densetsu, Ōta Shuppan, 1996, ISBN 978-4-87233-285-8
- Futakuchi otoko, Kawade Shobō Shinsha, 1998, ISBN 978-4-309-01244-5
- Hinagiku no ocha no baai, Shinchōsha, 2000, ISBN 978-4-10-436101-4
- Yōgisha no yakō ressha, Seidosha, 2002, ISBN 978-4-7917-5973-6
- Yuki no renshūsei, Shinchōsha, 2011, ISBN 978-4-10-436104-5
- Kentoshi, Kodansha, 2014, ISBN 978-4-06-219192-0 (published in 2018 in English as The Last Children of Tokyo (UK) and The Emissary (US))
- Ōkami ken, with Ikuko Mizokami, Ronsosha, 2021, ISBN 978-4-8460-1972-3

### Eredetileg németül
- Nur da wo du bist da ist nichts / Anata no iru tokoro dake nanimo nai, 1987, Konkursbuch Verlag Claudia Gehrke, OCLC:55107823 (bilingual edition)
- Opium für Ovid: Ein Kopfkissenbuch von 22 Frauen, 2000, Konkursbuch Verlag Claudia Gehrke, ISBN 978-3-88769-156-1
- Das nackte Auge, Konkursbuch Verlag Claudia Gehrke, 2004, ISBN 978-3-88769-324-4
- Etüden im Schnee, Konkursbuch Verlag Claudia Gehrke, 2014, ISBN 978-3-88769-737-2
- Paul Celan und der chinesische Engel, Konkursbuch Verlag Claudia Gehrke, 2020, ISBN 978-3-88769-278-0

### Angolra fordított, könyvhosszúságú művek
- Where Europe Begins, translated by Susan Bernofsky(wd) and Yumi Selden, New Directions Publishing(wd), 2002, ISBN 978-0-8112-1515-2
- The Bridegroom Was a Dog (Inu muko iri, 犬婿入り), translated by Margaret Mitsutani, Kodansha, 2003, ISBN 978-4-7700-2940-9. This edition includes Missing Heels (Kakato o nakushite).
- Facing the Bridge, translated by Margaret Mitsutani, New Directions Publishing, 2007, ISBN 978-0-8112-1690-6
- The Naked Eye, translated by Susan Bernofsky, New Directions Publishing, 2009, ISBN 978-0-8112-1739-2
- Yoko Tawada's Portrait of a Tongue: An Experimental Translation by Chantal Wright, University of Ottawa Press, 2013, ISBN 978-0-7766-0803-7
- Memoirs of a Polar Bear, translated by Susan Bernofsky, New Directions Publishing, 2016, ISBN 978-0-8112-2578-6
- The Last Children of Tokyo (UK) / The Emissary (US), translated by Margaret Mitsutani, New Directions Publishing, 2018, ISBN 9780811227629
- Opium for Ovid (Limited Edition), translated by Kenji Hayakawa, Stereoeditions, 2018 – ongoing. Collection of 22 separate books.
- Scattered All Over the Earth, translated by Margaret Mitsutani, New Directions Publishing, 2022, ISBN 9780811229289
- Three Streets, translated by Margaret Mitsutani, New Directions Publishing, 2022, ISBN 9780811229302
- Paul Celan and the Trans-Tibetan Angel (US) / Spontaneous Acts (UK), translated by Susan Bernofsky, New Directions Publishing / Dialogue Books, 2024, ISBN 9780811234870 (US) / ISBN 9780349704234 (UK)
- Suggested in the Stars, translated by Margaret Mitsutani, New Directions Publishing, 2024

### Válogatott rövidebb művek angol fordításban
- "Hair Tax," translated by Susan Bernofsky(wd), Words Without Borders, April 2005 issue[63]
- "Celan Reads Japanese", translated by Susan Bernofsky, The White Review, March 2013[62]
- "The Far Shore", translated by Jeffrey Angles(wd), Words Without Borders, March 2015 issue[64]
- "To Zagreb", translated by Margaret Mitsutani, Granta 131, 2015[65]
- "Memoirs of a Polar Bear", translated by Susan Bernofsky, Granta 136, 2016[66]

### Magyarul megjelent
- Egy jegesmedve emlékiratai (Etüden im Schnee) – Jelenkor, Budapest, 2020 · ISBN 9789636769451 · Fordította: Dobosi Beáta
- Tokió utolsó gyermekei (Kentoshi) – Jelenkor, Budapest, 2023 · ISBN 9789636769475 · Fordította: Ikematsu-Papp Gabriella

## Elismerések
- 1991 Gunzo Prize for New Writers(wd)[11]
- 1993 Akutagawa Prize for The Bridegroom Was a Dog (Inu muko iri, 犬婿入り)[14]
- 1993 Lessing Prize Scholarship[15]
- 1996 Adelbert von Chamisso Prize(wd)[18]
- 2000 Izumi Kyōka Prize for Literature(wd)[21]
- 2003 Sei Ito Literature Prize[22][23]
- 2003 Tanizaki Prize(wd) for Suspect on the Night Train (Yogisha no yako ressha, 容疑者の夜行列車)[24]
- 2005 Goethe Medal(wd)[27]
- 2011 Noma Literary Prize(wd)[30]
- 2012 Yomiuri Prize(wd)[31]
- 2013 Erlanger Poetenfest(wd)[34]
- 2016 Kleist Prize(wd)[37]
- 2017 Warwick Prize for Women in Translation (shared with translator Susan Bernofsky)[33]
- 2018 Carl Zuckmayer Medal[39]
- 2018 National Book Award for Translated Literature for The Emissary (shared with translator Margaret Mitsutani)[67]
- 2018 Japan Foundation Awards(wd)
- 2019 Asahi Prize(wd)[68]
- 2020 Medal with Purple Ribbon(wd)
- 2022 Honorary doctorate, SOAS University of London(wd)[69]
- 2023 Prix Fragonard for The Emissary (shared with the book's French translator, Dominique Palmé)[70]
- 2023 Mainichi Publishing Culture Award(wd)
- 2024 Preis der Japanischen Akademie der Künste(wd)

## További olvasmányok
- Bettina Brandt, "Scattered Leaves: Artist Books and Migration, a Conversation with Yoko Tawada", Comparative Literature Studies, 45/1 (2008) 12–22
- Bettina Brandt, "Ein Wort, ein Ort, or How Words Create Places: Interview with Yoko Tawada", Women in German Yearbook, 21 (2005), 1–15
- Maria S. Grewe, Estranging Poetic: On the Poetic of the Foreign in Select Works by Herta Müller and Yoko Tawada, Columbia University, New York 2009
- Ruth Kersting, Fremdes Schreiben: Yoko Tawada, Trier 2006
- Christina Kraenzle, Mobility, space and subjectivity: Yoko Tawada and German-language transnational literature, University of Toronto (2004)
- Petra Leitmeir, Sprache, Bewegung und Fremde im deutschsprachigen Werk von Yoko Tawada, Freie Universität Berlin (2007)
- Douglas Slaymaker (Ed.): Yoko Tawada: Voices from Everywhere, Lexington Books (2007)
- Caroline Rupprecht, ‘Writing Emptiness: Yoko Tawada’s The Bath, The Naked Eye, and Flucht des Mondes,’ Asian Fusion: New Encounters in the Asian German Avant-garde, 2020. 55-78.
- Caroline Rupprecht, ‘Haunted Spaces: History and Architecture in Yoko Tawada’ South Central Review 33:3 (2016)111-126.
- Caroline Rupprecht, ‘Co pani robi w Niemzcech? Yoko Tawada & Emine Sevgi Ozdamar’ Tygiel Kultury, 7-9 (Łódź, 2005) 124-128.

## Fordítás
- Ez a szócikk részben vagy egészben  a   Yoko Tawada című angol Wikipédia-szócikk fordításán alapul.  Az eredeti cikk szerkesztőit annak laptörténete sorolja fel. Ez a jelzés csupán a megfogalmazás eredetét és a szerzői jogokat jelzi, nem szolgál a cikkben szereplő információk forrásmegjelöléseként.